# هری کوسلی
هری کوسلی (انگلیسی: Harry Cooksley؛ زادهٔ ۱۵ نوامبر ۱۹۹۴) بازیکن فوتبال اهل بریتانیا است.
از باشگاه‌هایی که در آن بازی کرده‌است می‌توان به باشگاه فوتبال ای‌اف‌سی ویمبلدون و باشگاه فوتبال آلدرشات تاون اشاره کرد.